# ヒゲとボイン
『ヒゲとボイン』は、小島功の漫画である。1974年から『ビッグコミックオリジナル』で長期にわたって連載され、ほぼ一貫して2色カラーで掲載されていたが、2011年4号（2月5日発売）を最後に休載し、休載のまま2015年4月14日に作者が死去した。
短編作品であるため長らく単行本化されなかったが、2004年3月にエンターブレインにより、初めて単行本化 (ISBN 9784757718081) された。

## 備考
ユニコーンの楽曲「ヒゲとボイン」（および同名アルバム）のタイトルは、この漫画が由来である。シングル盤のジャケットには小島功本人のイラストが使われている。